# دانيال بلس
دانيال بليس (بالإنجليزية: Daniel Bliss)‏ هو مبشر أمريكي (1238 - 1334 ه‍ / 1823 - 1916 م). ولد في جورجي، فيرمونت؛ وهو مؤسس الجامعة الأمريكية في بيروت عام 1866، وكان أول رئيس لها.
قال عنه الزركلي: كان يتكلم العربية، ولا يعد في المستشرقين . نذكره لأثره العظيم في تخريج عدد ضخم من رجالات العرب . أميركي المولد . قس . تعلّم في مدرسة أمهرست الجامعة بأميركا، ودرس اللاهوت في أندوفر ورحل إلى بيروت سنة 1855 في سفينة شراعية، فوصل إليها سنة 1866 وأقام ( مبشرا ) في عبية وسوق الغرب ( بلبنان ) وتعلم العربية . وخطرت له فكرة إنشاء ( مدرسة ببيروت، فعاد إلى بلاده يخطب ويدعو إلى بذل المال، فلباه أحد الأغنياء وتبعه آخرون، فجاء بالمال إلى بيروت، واستأجر بيتا صغيرا سمّاه ( المدرسة الكلية السورية الإنجيلية ) سنة 1866 وتتابعت عليه عطايا مؤازريه، فاتّسعت المدرسة . واشترى لها أرضا بنى عليها مباني ما زالت تنمو إلى الآن وقد أصبحت ( جامعة ) تشتمل على كليات . واستمر رئيسا لها حتى سنة 1902 فاستعفي من رئاستها، وخلفه ابنه هو رد سويتزربلس المولود سنة 1860 والمتوفي سنة 1920 وانقطع الأب عن العمل إلى أن توفي.